# Zalet
ZALET (stilizovano kao ZA*73T) je festival alternativne kulture koji se svake godine, počevši od 2005. godine. održava u Zaječaru tokom leta. Zalet je nastao iz potrebe da se iniciraju, organizuju i održavaju kulturna događanja, afirmišu stvaraoci i da se posreduje u prenošenju raznorodnih umetničkih izraza i tendencija.
Osim organizacije pseudoklasičnih manifestacija poput izložbi, koncerata, pesničkih večeri i td. akcenat stabljen je na inovativne i progresivne vidove umetničkih izražavanja kao što su performans, strip umetnost, lo-fi video, video-art, konceptualna umetnost, kao i suživotne tradicionalne likovne i konceptualne umetnosti...

## Istorija
Prvi ZALET je održan 2005. godine. Do sada je na ZALET festivalu u proteklih pet godina učestvovalo preko 300 umetnika. Realizovano je 27 izložbi, 2 pozorišne predstave (od toga jedna na otvorenom), urađeno je 14 murala, održano je 6 književnih večeri, 11 performansa, nastupilo je 34 muzičkih grupa, izvedeno je 8 projekcija kratkih filmova...

## Spoljašnje veze
- Saša Marković Mikrob o ZALET Fest '06